# Tratado de Zgorzelec

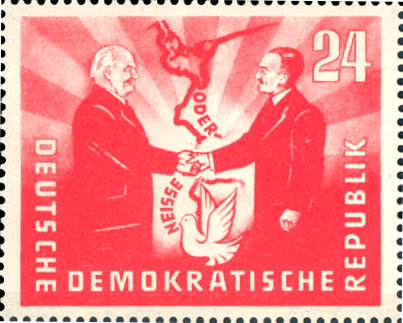
1951 Sello de Alemania Oriental conmemorativo del tratado de Zgorzelec, representando la línea fronteriza, y a los presidentes Wilhelm Pieck (RDA) y Boleslaw Bierut (Polonia).

El Tratado de Zgorzelec, también conocido como tratado de Görlitz, fue firmado el 6 de julio de 1950 entre la República Popular de Polonia y Alemania Oriental. Se ratificó en la ciudad fronteriza polaca de Zgorzelec, situada en la ribera Oriental del río Neisse, que hasta 1945, año de la derrota alemana en la Segunda Guerra Mundial, formó parte de la ciudad germana de Görlitz. 

## Términos del tratado
Se firmó bajo las presiones de la Unión Soviética, por Otto Grotewohl, primer ministro del gobierno provisional de la RDA, y el primer ministro polaco, Jozef Cyrankiewicz. El tratado reconoció por primera vez la frontera establecida al término de la Segunda Guerra Mundial entre Alemania y Polonia, conocida como Línea Oder-Neisse, que había sido aprobada en la Conferencia de Potsdam (1945) por las potencias aliadas. Los términos del acuerdo definieron como "frontera existente" la que comenzaba en el mar Báltico, al oeste de la ciudad de Swinoujscie, proseguía a lo largo del curso de los ríos Oder y Neisse, y concluía en la frontera de Checoslovaquia. No se mencionaba, sin embargo, la ciudad de Szczecin, que se hallaba en la ribera Occidental del Oder, había sido atribuida a Polonia. El gobierno de Alemania Oriental aceptó también con esto la división de cuatro ciudades fronterizas con Polonia: Küstrin, Fráncfort del Óder, Guben y la propia Görlitz, cuyo pequeño sector al Este del Neisse había pasado a conformar la ciudad polaca de Zgorzelec.

## Consecuencias
El tratado no fue reconocido ni por el gobierno de Alemania Occidental, que no reconocía al de Alemania Oriental, ni por los Estados miembros de la OTAN. Aunque hubiese sido considerado vinculante por las autoridades comunistas de la Alemania del Este, no fue visto como definitivo por los miembros occidentales de la comunidad internacional, ni por Alemania Occidental, que haría hincapié en que el estatus de los territorios situados al este de la Línea Oder-Neisse era el de "Bajo administración polaca y soviética". Esto se mantendría así hasta que fue nombrado canciller Willy Brandt, quien inició una política de apertura para con el bloque socialista del Este de Europa. Esto hizo posible la firma del Tratado de Varsovia (Diciembre de 1970), en el que se reconocía de facto la frontera por parte de Alemania Occidental.